# Salvatore Cirillo
Salvatore Cirillo (Marcianise, 3 aprile 1972) è un compositore, pianista e arrangiatore italiano.

## Biografia
Il suo primo diploma è stato in pianoforte, per poi innamorarsi del jazz e della libertà creativa della composizione. Anche queste due passioni sono diventate diplomi da inserire nel suo curriculum, insieme al clavicembalo.
Nel 2004 sono stati pubblicati i suoi primi tre lavori di adattamento e arrangiamento di brani di Astor Piazzolla e in seguito sono arrivate le colonne sonore per il teatro e i premi nel 2008 e nel 2009 al Barga Jazz Festival.
Il primo album jazz a sua firma, Unpretentious, risale al 2009 mentre l'ultimo lavoro, Looking for Listeners, è del 2012. Wild invece è il suo primo cd di soundtrack edito nel 2011 da Sifare Edizioni Musicali Publishing.
Il documentario Inside Africa prodotto da Vision editoriale srl e Terra di Cinema, con la regia di Gaetano Ippolito e vincitore del Premio “Hai visto mai?” 2012 di Luca Zingaretti, ha per colonna sonora musiche di Salvatore Cirillo. Nel 2014 una sua variazione sul tema di Twinkle Twinkle Little Star, dal titolo "Autunno Lidio", è stata selezionata ai fini della pubblicazione dalla World Humanities Press di Hong Kong e nel 2016 il Conservatorio di Shangai pubblica "Autunno Lidio". Ad agosto dello stesso anno ha vinto il premio IMAs (Independent Music Awards) Vox Pop e il premio Barga Jazz Festival 2014 nella sezione A - Arrangiamento su musiche di Paolo Fresu. Nel 2018 è finalista con il brano "Just a Friend" alla competizione internazionale "Scrivere in Jazz". Nel 2022 è finalista all'Marvin Hamlisch International Music Awards nella sezione JAZZ COMPOSITION (EMERGING DIVISION).

## Discografia (parziale)
- 2009 - Unpretentious - Jazz
- 2011 - Wild - Soundtracks - Sifare Edizioni Publishing
- 2012 - Looking for listeners - Jazz

## Premi
- 2008 - Barga Jazz Festival - Vincitore Sezione B con il brano originale “Mr D.H.”
- 2009 - Barga Jazz Festival - Vincitore Sezione C con il brano originale “What?”
- 2014 - 13°IMAs Vox Pop
- 2014 - Barga Jazz Festival - Vincitore Sezione A - Arrangiamento su musica di Paolo Fresu - "Tango della buona aria" arrangiato da Salvatore Cirillo.